# باوري (كبغيان)
باوري (بالفارسية: باوری) هي قرية تقع في إيران في قسم كبغيان الريفي. يقدر عدد سكانها بـ 17 نسمة بحسب إحصاء 2016.